# 菊間町
菊間町（きくまちょう）は、かつて愛媛県の東予地方（越智郡）にあった町。旧野間郡。
2005年1月、今治市と菊間町を含む越智郡12町村での新設合併により、新:今治市の一部となった。古くから菊間瓦の生産で知られるほか太陽石油株式会社があり、工業製品出荷額も多い。

## 地理

### 位置・地形
松山市と今治市の中間、今治市の最西端に位置。
特に急峻な山はなく、ゆるやかな丘陵地が広がっており、みかんの果樹園や里山等として利用されている。主要集落は海岸に沿って走る国道196号やJR予讃線の沿線及び菊間川とその支流の中下流域に開かれている。

### 気候
温暖少雨であり、台風等の災害もほとんどない。

## 歴史

### 略史
藩政期
- 松山藩に属す。宿場町として発展。17世紀半ばには既に浜村に商工業が盛んに営まれていた。
- 1777年 - 浜村の製瓦業者により株仲間が結成された。
当地の製瓦は、河野氏の統治した時代から営まれていたものとみられるが、松山藩の保護を得て盛んになった。
- 1863年 - 松山藩は幕府に命ぜられ諸外国に備え沿岸防衛のため砲台の設置を命ぜられ、当村を含む村から村人が徴用され10月着工。
- 長州征討に際して舟と郷人が徴用された。（後の菊間町一帯のみならず周辺の村から）

明治以降
- 1902年（明治35年） - 柑橘導入される。
- 1941年（昭和16年） - 葉山海岸に太陽石油製油所立地。
- 1950年（昭和25年） - 昭和天皇のお召し列車が菊間駅に5分間停車。駅前奉迎が行われた（昭和天皇の戦後巡幸）[1]。
- 1965年（昭和40年） - ミカンの生産ピークに、養豚と並ぶ農業の柱となる。

### 沿革
菊間村
- 1889年（明治22年） 12月15日 - 町村制施行により菊間川流域の下流に位置する3箇町村（西山村・長坂村・浜村）が合併して野間郡菊間村となる。同時に以下の2村が成立。
  - 歌仙村 ← 池原村, 高田村, 松尾村, 河之内村, 川上村, 中川村
  - 亀岡村 ← 佐方村, 種村
- 1897年（明治30年）4月1日 - 野間郡が越智郡に統合される。

菊間町発足以降
- 1908年（明治41年） 町制施行、菊間町となる。
- 1920年（大正9年） - 今治自動車商会が今治〜菊間間で定期便（バス）の運行開始。
- 1925年（大正14年）
  - 4月1日 - 歌仙村を合併。
  - 6月21日 - 讃予線伊予大井駅〜菊間駅間が開通し、伊予亀岡駅･菊間駅が開業。
- 1927年（昭和2年）4月3日 - 讃予線菊間駅〜伊予北条駅間が開業。
- 1948年（昭和23年）9月 - 愛媛県立今治第一高等学校（現:愛媛県立今治西高等学校）菊間分校が開校。
- 1955年（昭和30年） 3月31日 - 亀岡村と合併。
- 1959年（昭和34年）4月 - 松山法務局菊間出張所が廃止される。
- 1960年（昭和35年）4月 - 有線放送電話が開業。
- 1966年（昭和41年）11月 - 新庁舎が落成。
- 1967年（昭和42年）3月 - 愛媛県立今治西高等学校菊間分校が閉鎖。
- 1976年（昭和51年）11月 - 宮ノ下住宅団地（24区画）分譲開始。
- 1977年（昭和52年）8月 - シーサイドゴルフ場オープン。
- 1982年（昭和57年）3月 - 町民会館が完成。
- 1983年（昭和58年）12月 - 泊山住宅団地（31区画）分譲開始。
- 1985年（昭和60年）4月 - 町民憲章を制定。
- 1987年（昭和62年）3月 - 皆曲臨海土地造成事業が着工。
- 1988年（昭和63年）2月 - 上水道事業拡張事業が完成し、菊間上水道･亀岡簡易水道が統合される。
- 1989年（平成元年）
  - 2月 - 産業振興センターが完成。
  - 3月 - デイサービスセンターが完成。
- 1990年（平成2年）
  - 1月 - 葉山臨海土地造成事業が着工。
  - 4月 - 過疎地域に指定される。
- 1992年（平成4年）7月 - 予讃線今治〜伊予北条間が電化される。
- 1993年（平成5年）5月 - コミュニティホールが完成。
- 1994年（平成6年）3月 - 日本地下石油備蓄菊間基地（現:菊間国家石油備蓄基地）が完成。
- 1996年（平成8年）4月 - 特別養護老人ホーム菊仙荘がオープン。
- 1997年（平成9年）
  - 3月 - 町のシンボルマーク･イメージキャラクターが決定。
  - 7月 - 瓦のふるさと公園･かわら館オープン。
- 1999年（平成11年）4月 - 住宅団地ヴィラしののめ（30区画）分譲開始。
- 2001年（平成13年）3月 - 町商工会館が落成。
- 2002年（平成14年）12月 - 今治地区事務組合クリーンセンターにごみの搬入開始。
- 2003年（平成15年）4月 - 町のホームページを開設。
- 2004年（平成16年）9月 - 町民体育館が完成。
- 2005年（平成17年）1月16日 - 今治市と越智郡11か町村の合併で新：今治市の一部となり、自治体としては消滅。

```
菊間町の系譜
（町村制実施以前の村）　（明治期）　　　　　　（昭和の合併）　　　（平成の合併）
　　　　　　　　　　　　町村制施行時
浜　　　━━━┓　　　　　　　　　あ　　　い　　う
長坂　　━━━╋━━━菊間村━━━菊間町━━┳━━┳━━━━━━━┓
西山　　━━━┛　　　　　　　　　　　　　　┃　　┃　　　　　　　┃
池原　　━━━┓　　　　　　　　　　　　　　┃　　┃　　　　　　　┃
高田　　━━━┫　　　　　　　　　　　　　　┃　　┃　　　　　　　┃
松尾　　━━━┫　　　　　　　　　　　　　　┃　　┃　　　　　　　┃
河之内　━━━╋━━━歌仙村━━━━━━━━┛　　┃　　　　　　　┃
川上　　━━━┫　　　　　　　　　　　　　　　　　┃　　　　　　　┃
中川　　━━━┛　　　　　　　　　　　　　　　　　┃　　　　　　　┃
佐方　　━━━┓　　　　　　　　　　　　　　　　　┃　　　　　　　┃
　　　　　　　┣━━━亀岡村━━━━━━━━━━━┛　　　　　　　┃
種　　　━━━┛　　　　　　　　　　　　　　　　　　　　　　　　　┃え
　　　　　　　　　　　　　　　　　　　　　　　　　　　　今治市━━╋━━今治市
　　　　　　　　　　　　　　　　　　　　　　　　　　　　朝倉村━━┫
　　　　　　　　　　　　　　　　　　　　　　　　　　　　玉川町━━┫
　　　　　　　　　　　　　　　　　　　　　　　　　　　　波方町━━┫
　　　　　　　　　　　　　　　　　　　　　　　　　　　　大西町━━┫
　　　　　　　　　　　　　　　　　　　　　　　　　　　　吉海村━━┫
　　　　　　　　　　　　　　　　　　　　　　　　　　　　宮窪町━━┫
　　　　　　　　　　　　　　　　　　　　　　　　　　　　伯方町━━┫
　　　　　　　　　　　　　　　　　　　　　　　　　　　　上浦町━━┫
　　　　　　　　　　　　　　　　　　　　　　　　　　　　大三島町━┫
　　　　　　　　　　　　　　　　　　　　　　　　　　　　関前村━━┛

あ – 明治41年1月1日　町制施行
い - 大正14年4月1日　合体
う – 昭和30年3月31日　合体
え – 平成17年1月16日　新設合併、新・今治市発足

（注記）今治市以下の市町村の合併以前の系譜はそれぞれの市・町・村の記事を参照のこと。

```

## 行政

### 平成の市町村合併の経緯
- 菊間町と隣接する大西町・波方町の3町で構成される越智郡陸地部のうち西に位置し、瀬戸内海・斎灘に面している地域では市町村合併の枠組みとして2通り考えられた。一つは、三町に玉川町・朝倉村も加えた越智郡陸地部全体で今治市と合流するという考え方である。もう一つは、三町で合併するという考え方である。
- もともと菊間町にとっては人口は10117人（昭和50年）、大規模事業所が立地している関係から財政力もまずまずであり、越智郡の他の町村ほど合併に切迫感がなかったうえ、越智郡の一番西部に位置することから、なるべく「端」にならない組み合わせがよいとの考えがあった。前者は、市の西端になるから不利であり、後者なら一定の発言権は確保できるのではないかとの思いもあった。
- このため、今治市と越智郡の組み合わせからいったん離脱。
- 三町での合併を探ろうとしたが、残りの二町は翻意せず、結局、他の市町村に迷惑をかけたと町長・議長とが法定合併協議会の場で連名で陳謝したうえ、今治市を中心とした合併協議会に合流した。
- 合併直前の町体育館等の整備が「駆け込み」事業ではないかとの他の町村からの批判も浴びた。

## 産業

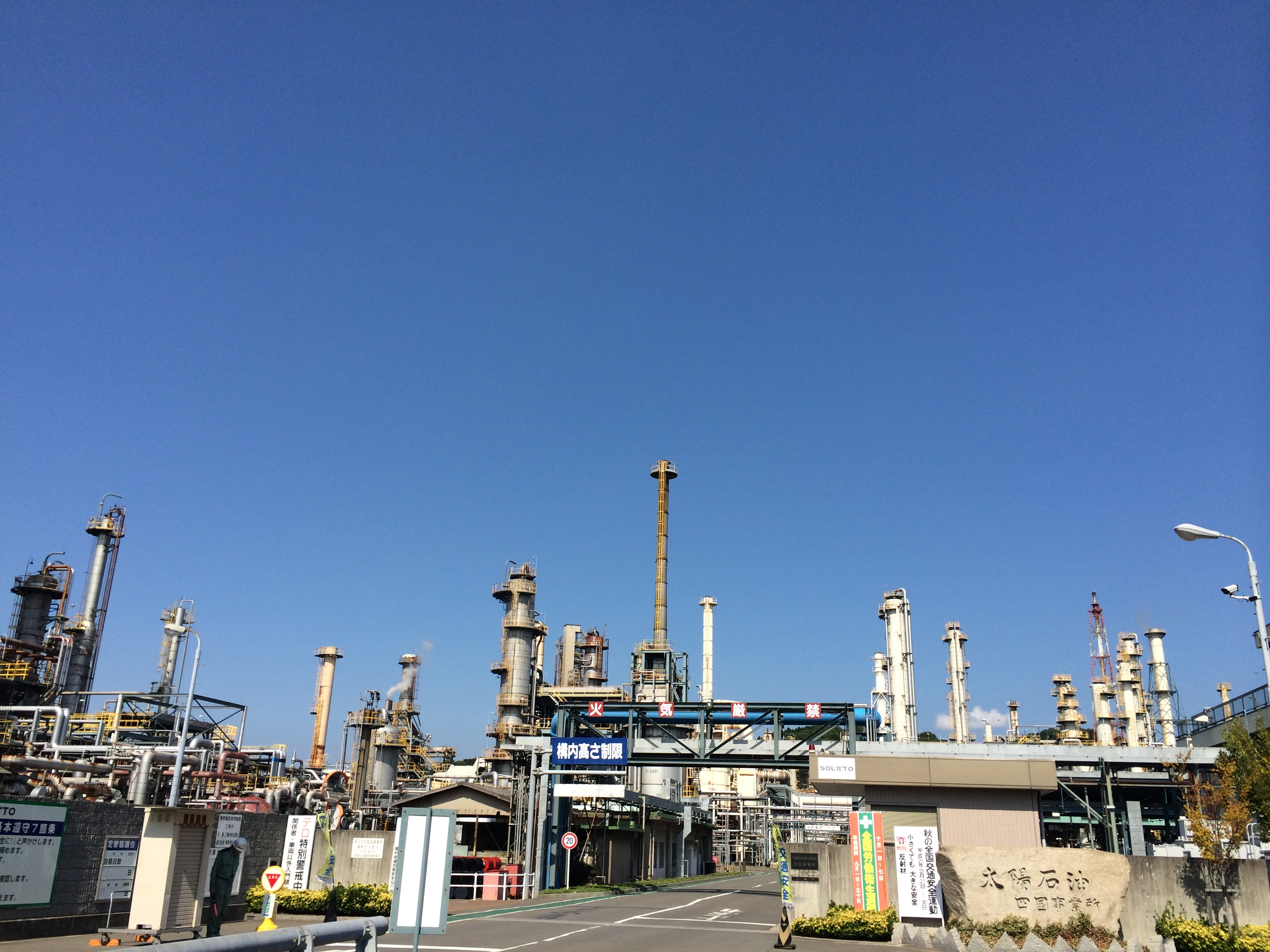
太陽石油四国事業所

### 主要産業
主力産業は石油精製と菊間瓦製造、及び農業（柑橘）である。海岸を埋め立て、工業用地を確保してきた。
- 農業
気候温暖で柑橘の栽培に適しており、古くから柑橘栽培が行われてきた。しかしながら、銘柄産地を形成するほどではない。農業協同組合はJA越智今治。そのほか、養豚、養鶏、野菜等。
- 水産業　チリメン等の沿岸漁業。菊間港が主要漁港。

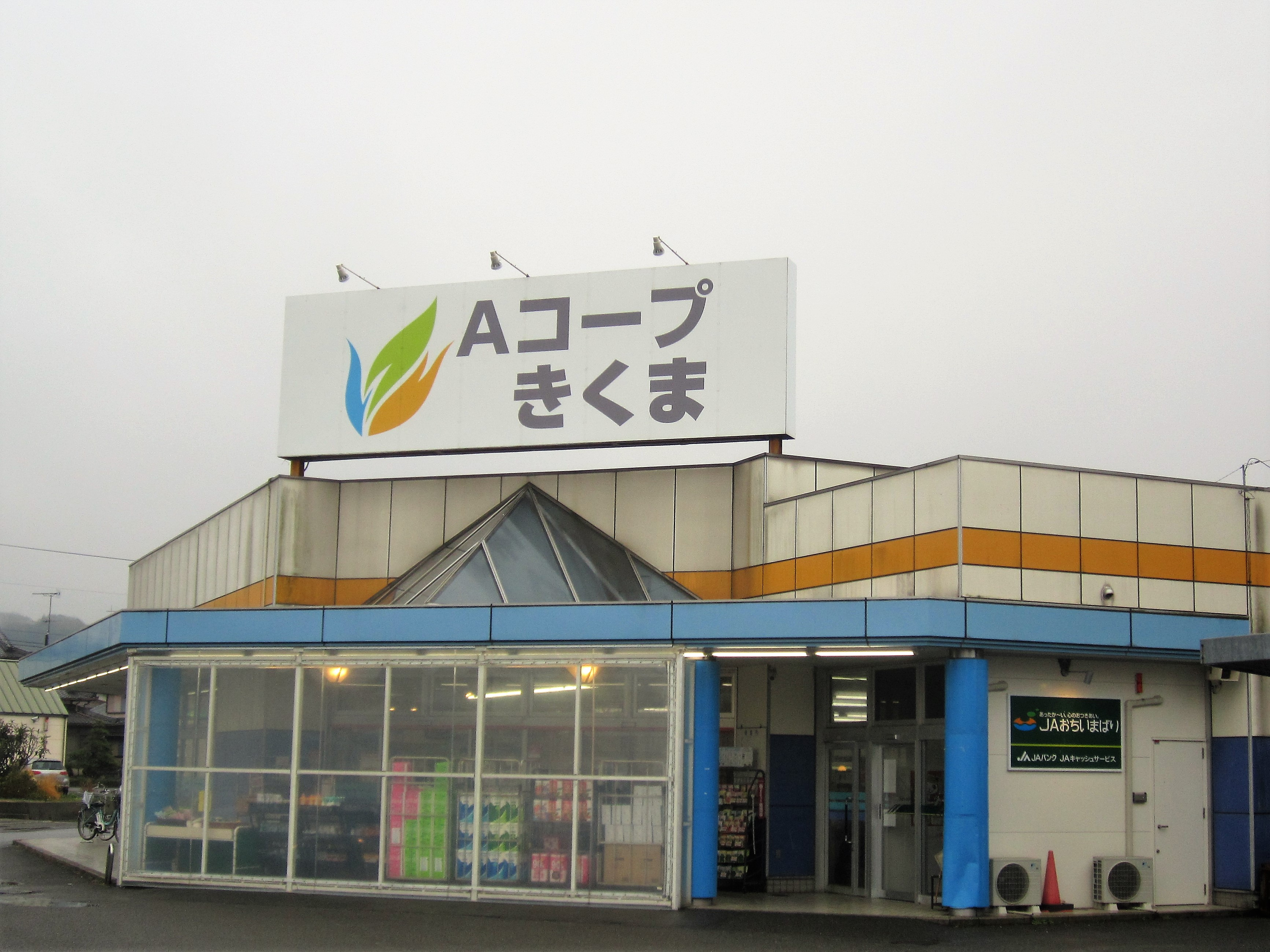
エーコープきくま（今治市菊間町浜）

- 製造業
太陽石油の石油精製所がある。また菊間国家石油備蓄基地があり、石油備蓄を行っている。
菊間瓦 - いぶし銀の瓦で知られる。国道196号沿線に瓦工場が林立している。
- 商業
役場のある中心地（旧菊間）には古くから商店街があるものの、松山と今治という両市にはさまれ、購買力は流出が続いている。農業協同組合のストア（エーコープ）以外にこれといった規模のショッピングセンター等はない。
- 海運 - 今治地域の造船業はもともと、菊間瓦の燃料や製品を運ぶ必要から始まった経緯があり、現在でも船主が若干集積している。

### 主要事業所
- 太陽石油 四国事業所
- 日本地下石油備蓄 菊間事業所（菊間国家石油備蓄基地）

## 地域

### 教育
- 今治市立菊間小学校
- 今治市立亀岡小学校
- 今治市立菊間中学校

### 文化
- 祭り
加茂神社の秋の祭礼には、京の流れを組むといわれるお供馬の走り込みのほか、継獅子などの出し物もあり、神輿と牛鬼が繰り出す。牛鬼は、南予では一般的だが、東予地方では菊間にのみ登場する。（中予の山間部にもかつてはみられたとの記録はあるが、今日では見られなくなっている）西山地区では客神社の弓祈祷が行われる。他には亥の子やひるめさん盆踊りなどがある。

## 交通
国道196号とJR予讃線により、松山市や今治市に行くことが多い。

### 鉄道
四国旅客鉄道（JR四国）
予讃線：伊予亀岡駅 - 菊間駅

### 道路
国道
国道196号
県道
愛媛県道164号

## 観光

### 観光地・名所旧跡
歌仙の滝、歌仙ダム、霧合の滝、高仙城跡、松山シーサイドカントリー（ゴルフ場）、瓦のふるさと公園、加茂神社、かわら館、ひるめ地蔵（比留女地蔵）、客神社、海員道の亀艦として厳島神社境内にある日支連絡船長崎丸の船長、菅源三郎の銅像、掌禅寺の金龍桜(樹齢約３００年のエドヒガン)

### イベント・祭り
- 菊間夏祭り - 例年、2015等の年を付けたイベント名としている。(7月中旬ごろ)
- 遍照院厄除行事（節分の日）
- お供馬の走り込み（加茂神社の秋の祭礼）
- 亥の子

### 特産
- 菊間瓦（干支の置き物一般向け商品等もある）、みかん、小魚、鬼瓦もなか、水産練製品（ちくわ、すまき等）

## 関連作品
- 野村昇司 『祭りの朝』、新学社＜少年少女こころの図書館12＞、1987年